# Shaw y Crompton
Shaw y Crompton es una parroquia civil del municipio metropolitano de Oldham, ubicado en Gran Mánchester, en Inglaterra. Tiene una población estimada, a mediados de 2022, de 20 326 habitantes.
Su localidad más importante es Shaw.